# Жеремі Клеман
Жеремі Клеман (фр. Jérémy Clément, нар. 26 серпня 1984, Безьє) — французький футболіст, півзахисник клубу «Бургуен-Жальє».
В минулому виступав за французькі клуби «Ліон», «Парі Сен-Жермен» та «Сент-Етьєн», з якими виграв ряд національних трофеїв, а також молодіжну збірну Франції.
Триразовий чемпіон Франції. Дворазовий володар Кубка Франції. Дворазовий володар Кубка французької ліги. Триразовий володар Суперкубка Франції.

## Клубна кар'єра
Вихованець ліонського «Олімпіка». Дебютував у першій команді 24 квітня 2004 року у матчі Ліги 1 проти «Ренна». У матчі проти «Монако», що був зіграний 18 лютого 2005 року, півзахисник забив перший гол в своїй професійній кар'єрі. 15 вересня 2004 року у матчі проти «Манчестер Юнайтед» Клеман дебютував в Лізі чемпіонів. У «Ліоні» Жеремі Клеман виступав до закінчення сезону 2005/06 та тричі ставав чемпіоном Франції, а також три рази вигравав Суперкубок Франції.
Влітку 2006 року півзахисник перейшов в шотландський «Рейнджерс». Перший матч в шотландській прем'єр-лізі провів 30 липня проти «Мотервелла». 14 вересня 2006 року в матчі з норвезьким «Мольде» Клеман вперше зіграв в Кубку УЄФА.
У січні 2007 року півзахисник повернувся в чемпіонат Франції, ставши гравцем «Парі Сен-Жермена». Дебютував у складі паризького клубу 1 квітня 2007 року в матчі проти «Ланса». Перший гол за парижан забив з передачі Клемана Шантома 10 травня 2008 року в ворота «Сент-Етьєна». Всього Клеман провів у ПСЖ 4,5 сезони та ставав у складі клубу володарем та фіналістом кубка Франції, а також вигравав Кубок французької ліги.
Влітку 2011 року Жеремі Клеман перейшов в «Сент-Етьєн». Перший матч у складі «зелених» зіграв 7 серпня проти «Бордо». За шість сезонів зіграв за команду з Сент-Етьєна 192 матчі в усіх змаганнях та виграв із клубом кубок ліги сезону 2012/13.
15 серпня 2017 перейшов до клубу Ліги 2 «Нансі» на правах вільного агента. У клубі провів два роки, зігравши 34 матчі в усіх змаганнях.
Влітку 2019 завершив професіональну кар'єру та приєднався до аматорського клубу «Бургуен-Жальє», який виступає в п'ятому дивізіоні (Національний чемпіонат 3).

## Виступи за збірну
2006 року залучався до складу молодіжної збірної Франції. На молодіжному рівні зіграв у 6 офіційних матчах.

## Титули і досягнення
- Чемпіон Франції (3):

«Ліон»: 2003-04, 2004-05, 2005-06
- Володар Кубка Франції (2):

«Ліон»: 2007-08
«Парі Сен-Жермен»: 2009-10
- Володар Кубка французької ліги (2):

«Парі Сен-Жермен»: 2007-08
«Сент-Етьєн»: 2012-13
- Володар Суперкубка Франції (3):

«Ліон»: 2003, 2004, 2005